# Arrondissement Yssingeaux
Yssingeaux is een arrondissement van het Franse departement Haute-Loire in de regio Auvergne-Rhône-Alpes. De onderprefectuur is Yssingeaux.

## Kantons
Het arrondissement was tot 2014 samengesteld uit de volgende kantons:
- Kanton Aurec-sur-Loire
- Kanton Bas-en-Basset
- Kanton Monistrol-sur-Loire
- Kanton Montfaucon-en-Velay
- Kanton Retournac
- Kanton Saint-Didier-en-Velay
- Kanton Sainte-Sigolène
- Kanton Tence
- Kanton Yssingeaux

Na de herindeling van de kantons door het decreet van 17 februari met uitwerking op 22 maart 2015 is de verdeling als volgt :
- Kanton Aurec-sur-Loire
- Kanton Bas-en-Basset
- Kanton Boutières
- Kanton Deux Rivières et Vallées
- Kanton Mézenc   ( deel : 2/21 )
- Kanton Monistrol-sur-Loire
- Kanton Plateau du Haut-Velay granitique  ( deel : 1/26 )
- Kanton Yssingeaux